# Simon Armstrong
Simon Armstrong est un acteur britannique.

## Filmographie
- 1998-2000 : Casualty : PC Carter / PC Gaston
- 2001 : Great Escape: The Untold Story : General Artur Nebe
- 2005 : Midsomer Murders : Viv Marshall
- 2005 : Pierrepoint: The Last Hangman : le ministre
- 2005-2012 : Doctors
- 2007 : Empathy : Kennedy
- 2008 : The Edge of Love : Wilfred Hosgood
- 2009 : Crash : James Llewelyn
- 2009 : Holby City : Andy Rutherford
- 2010 : Made in Dagenham : Rogers
- 2011 : Killer Elite : Gowling
- 2011 : Resistance : George's Father
- 2012 : Game of Thrones : Qhorin Halfhand
- 2012 : In the Dark Half : Steve
- 2012 : The Fear : John Foreman
- 2013 : Call the Midwife : Major Fawcett
- 2013 : Coronation Street : Mr. Peakman
- 2013 : Da Vinci's Demons : Scarpa
- 2013 : Life of Crime : Malcolm Holland
- 2013 : M.I.High : The Dark Wizard / William Todd-Williams
- 2014 : Artificio Conceal : Interpol Officer Mahler
- 2014 : Viking: The Berserkers : Aelle
- 2015 : Long Forgotten Fields : Harlequin Jones
- 2015 : The Interceptor
- 2018 : Rémi sans famille d'Antoine Blossier : Mr Driscoll
- 2019 : The Crown : Mr. Ellis, conseiller municipal d'Aberfan